# 阿久戸庸夫
阿久戸 庸夫（あくと つねお、1944年9月13日 - ）は、日本の実業家。ミツバ代表取締役社長。群馬県出身。

## 人物
1968年、慶應義塾大学工学部卒業。1971年、慶應義塾大学大学院工学研究科を修了後、三ツ葉電気製作所に入社。1994年、ミツバ取締役に就任。1997年、ミツバ常務取締役に就任。2002年、ミツバ専務取締役に就任。2003年、ミツバ代表取締役専務に就任。2005年、ミツバ取締役専務兼事業統括者に就任。2006年、ミツバ代表取締役専務執行役員に就任。
2007年、4月1日に経営企画・標準化推進・情報システム統括（経営企画・情報システム担当）専務執行役員事業統括者となり、同年6月の株主総会において日野昇に代わってミツバ代表取締役社長に就任した。 
ほかに、電気学会群馬支所委員、両毛システムズ社外取締役などの要職を歴任している。